# Margraf

Margraf (în latină marchio sau marchisus) sau Marcgraf a desemnat începând din secolul al VIII-lea până în secolul al XI-lea, un rol de conducere, la început fără o descriere specifică, deținut de un nobil din zona de graniță a imperiului numită Marcă (Margrafiat). Apoi titlul s-a depărtat de legătura sa inițială cu zona de graniță și l-a identificat pe purtătorul acestuia ca deținător al unui anumit rang în cadrul grupului de prinți imperiali. Titlul de margraf nu indica o anumită funcție. Titlul oficial al conților din zona de frontieră a rămas la denumirea generală de „conte” (din latină comes). Cercetările mai vechi, presupuneau că un margraf era un oficial regal sau imperial cu puteri militare în zona de graniță. Această idee deja depășită s-a bazat pe existența unui sistem administrativ al statului cu ierarhii și responsabilități clare în cadrul unui aparat de funcționari subordonat regelui.

În Sfântul Imperiu Roman, margrafii erau prinți imperiali și astfel erau practic egali cu ducii. Modul de adresare era „Alteță (Regală)”.

Coroana de rang a marchizului francez

## Margrafii în Evul Mediu timpuriu

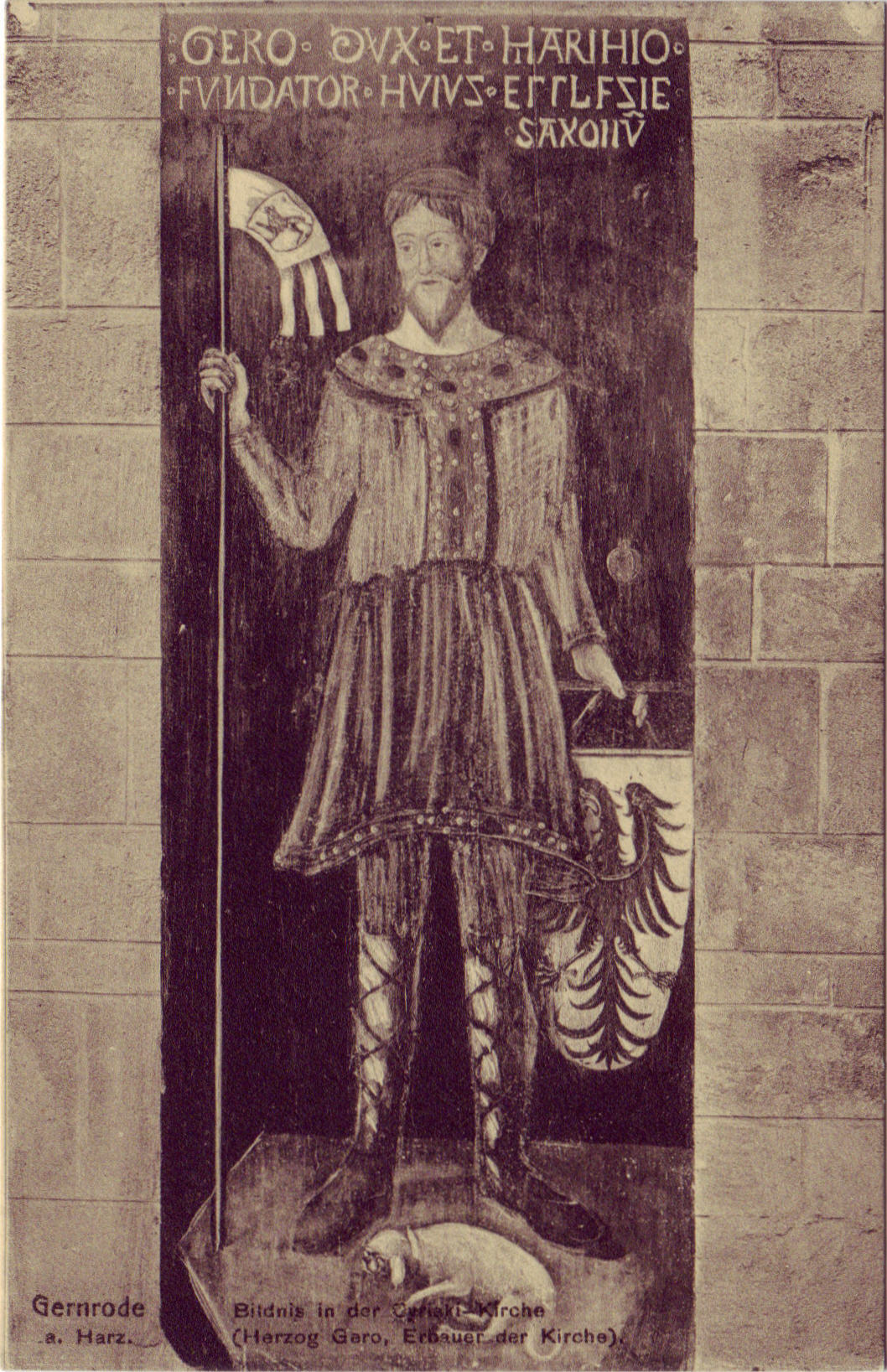
Margraful Gero, pentru care titlul de margraf a fost reintrodus ca titlu de onoare.

Titlul de margraf a apărut pentru prima dată în izvoarele istorice din timpul lui Carol cel Mare în jurul anului 800 fiind păstrat mult timp de succesorii săi.
Margrafii primeau ca feude de la rege sau de la împărat, teritorii în zone de frontieră având obligația de a organiza apărarea graniței. Ei aveau puteri speciale în raport cu puterea atribuită conților. Astfel margrafii aveau libertatea de a mobiliza armată și îndeplineau, de asemenea, funcția de judecător. Mai mult, ei puteau construi fortificații și, ca o consecință a acestui fapt, aveau un număr mare de vasali franconieni care îi susțineau. Aceste puteri le confereau o independență comparabilă cu cea a ducilor, dacă erau stăpâni ai mărcilor de frontieră importante. Pe teritoriul Mărcilor (numite și Margrafiate) în tot Imperiul Franconian a fost încurajată construirea de ferme fortificate, de unde margrafii puteau să mobilizeze armate considerabile. Margrafii exercitau funcția de judecător fără a fi nevoie ca regele să le atribuie acest drept în mod special (adică fără ordin regal).
La început, margrafii erau controlați de împărat prin mesageri speciali (mesageri regali).

## Evoluția titlului de Margraf

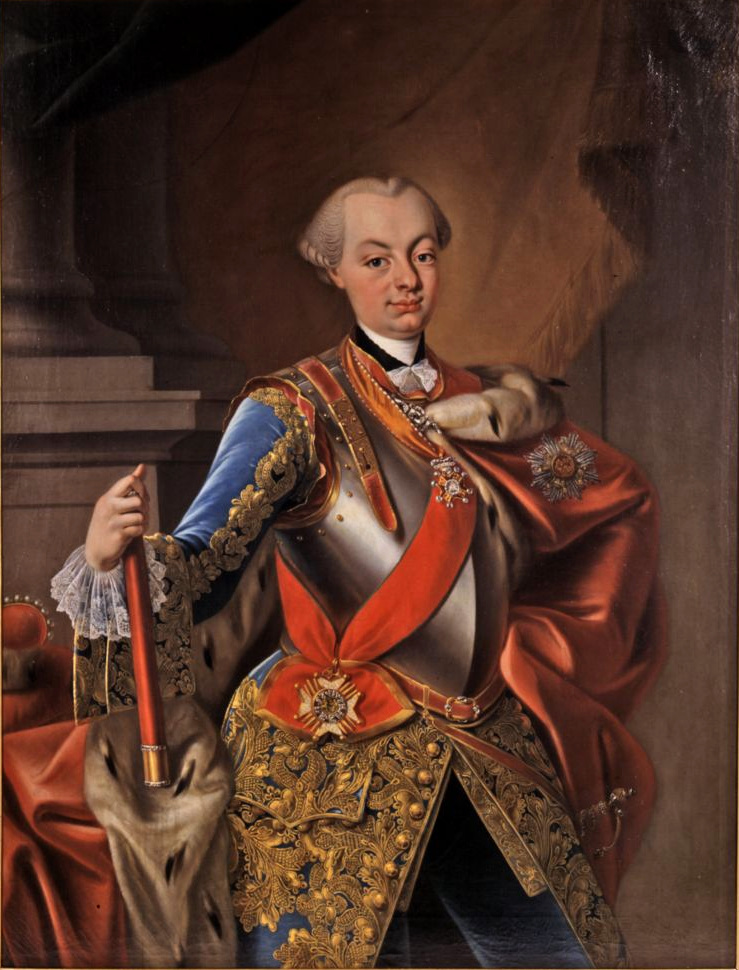
Margraful Karl Frederic, Margraf de Baden și Hochberg, Duce de Zähringen, Prinț Elector suveran al Sfântului Imperiu Roman, Conte palatin al Rinului, Landgraf în Breisgau, Sausenberg și Ortenau

Numeroși margrafi, care proveneau inițial din nobilimea inferioară sau fuseseră doar cavaleri, au reușit să-și construiască o poziție puternică din care ulterior și-au exercitat influența în politica imperiului. Unele case regale au la origine margrafi, ca de exemplu:
- Casa de Wettin a fost proprietara Mărcii Meissen;
- Casa de Hohenzollern a fost proprietara Mărcii Brandenburg.

În secolul al XII-lea, majoritatea mărcilor au fost transformate în principate imperiale. Astfel titlul de margraf devenise nu doar egal cu cel de prinț ci era asociat deseori, datorită originii sale, cu pozițiile cele mai înalte din ierarhia imperială (similar titlului de Landgraf, cu care era considerat egal). Margraful de Brandenburg a primit drepturi electorale prin Bula de Aur din 1356, drepturi care au fost acordate și margrafului de Baden prin Reichsdeputationshauptschluss (Concluzii principale ale Delegației Extraordinare Imperiale) din 1803.
În zonele populate de germani, titlul de margraf revenea principelui conducător căruia îi era rezervat dreptul de a stăpâni și de a lăsa moștenire feudele primite anterior de familia sa și care aparțineau rudelor lor care nu guvernau teritoriul. Împăratul austriac a deținut și titlul de margraf al Moraviei până în 1918.
După căderea monarhiilor germane în 1918, șefii de mai târziu ai Casei regale saxone și ai Casei ducale de Baden, din motive de tradiție, au reînceput să folosească titlul de margraf de Meissen și respectiv margraf de Baden.

## Margrafiatul (sau Marca)
După ce în 1415 regele Sigismund a dat Marca Brandenburg lui Frederic al VI-lea din Casa de Hohenzollern (numit apoi Frederic I Margraf de Brandenburg), membrii Casei de Hohenzollern au purtat și titlul de Margraf de Brandenburg atașat numelui lor. Ulterior ei au folosit titlul de margraf și în cele două principate franconiene Brandenburg-Ansbach și Brandenburg-Kulmbach/-Bayreuth, care (diferit față de Marca Brandenburg) nu erau margrafiate pentru că nu se aflau în zone de graniță ci în centrul Sfântului Imperiu Roman. Pentru a putea folosi prestigiosul titlu de Margraf pe teritoriile lor franconiene, Casa de Hohenzollern a folosit cuvântul Margrafiat asociindu-l în mod artificial teritoriului său, ceea ce din punct de vedere legal stă sub semnul întrebării.

## Titlul de Margraf în alte țări
Acest titlu franconian a fost, de asemenea, folosit în numeroase țări europene după căderea Imperiului Franconian și exportat în alte țări. Titlul de margraf a fost folosit și în afara Imperiului German în numeroase țări romanice din Europa și în Anglia (influențată de tradiția normando-franceză) ca simplu titlu nobiliar fără o funcție de conducere. Margrafii germani nu sunt numiți marchizi în Franța, ci margrave ca în engleză.

### Marea Britanie
În Regatul Unit, rangul Marchizului este, din 1385 până în prezent, al doilea cel mai înalt rang după cel al unui duce și chiar înainte de cel al unui conte, existent în ierarhia titlurilor nobiliare britanice „Peerage”. Prima dată titlul de marchiz a fost acordat în 1385 lui Robert de Vere, al IX-lea conte de Oxford, care a devenit Marchiz de Dublin, titlul care i-a fost retras în 1386. Apoi în 1397 au fost acordate titlurile de Marchiz de Dorset și Marchiz de Somerset lui John Beaufort I, conte de Somerset, care au fost retrase, de asemenea, la scurt timp (1399). Titlul a fost din nou acordat abia în 1442 de Henric al VI-lea și de atunci a existat permanent ca titlu britanic. Titlul de marchiz este moștenit doar de primogenitură pe linie masculină.

Coroana rangului unui marchiz britanic

Un total de 135 de titluri de marchiz au fost create în istoria insulelor britanice, 33 dintre ele în Peerage of England, 23 în Peerage of Scotland, 24 în Peerage of Ireland, 22 în Peerage of Great Britain și 33 în Peerage of the United Kingdom. Ultimul dată acest titlul a fost acordat Marchizului de Willingdon în 1936.
Astăzi există încă 36 de astfel de titluri, 6 în Peerage of England, 13 în Peerage of Scotland, 10 în Peerage of Ireland, 8 în Peerage of Britain și 18 în Peerage of the United Kingdom. Cel mai vechi titlu de marchiz care există încă este cel de Marchiz de Winchester (Peerage of England, 1585), iar cel mai nou este cel de Marchiz de Reading (Peerage of the United Kingdom, 1926).

### Franța

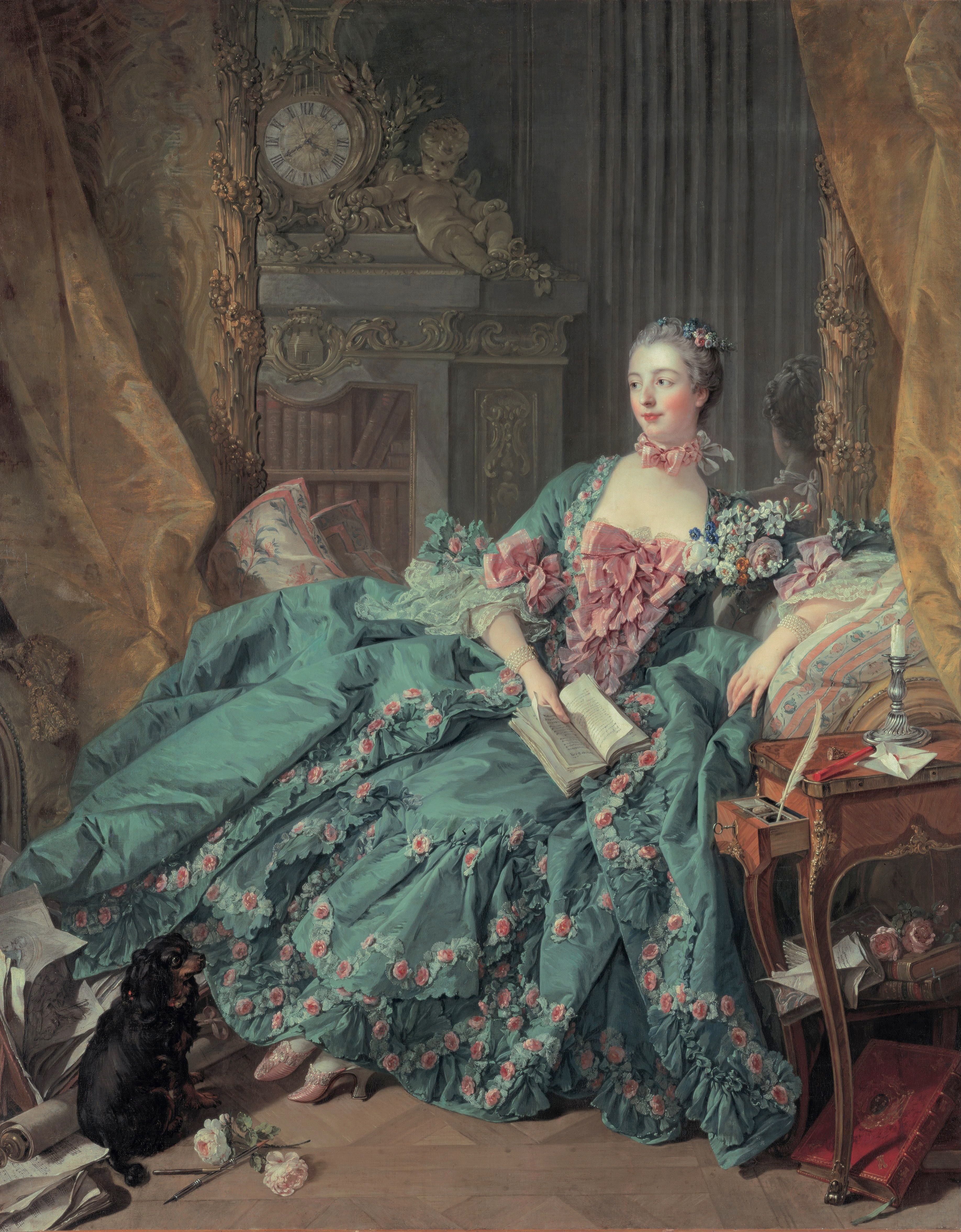
Jeanne-Antoinette Poisson, marchiză de Pompadour, Doamna Le Normant d'Étiolles și ducesă de Menars (François Boucher, 1756)

Marchiz este denumirea franceză pentru margraf. Marchizul era numit de rege și administra o Marcă - teritoriu aflat în zonă de graniță în Evul Mediu. În principiu, marchizul era clasat ca rang mai sus decât contele (Comte), deoarece avea drepturi mai extinse decât acesta. Titlul de marchiz nu era doar un titlu nobiliar, ci și un titlu de funcție, adică un titlu care era legat de o funcție. Marchizului i se permitea să comande o armată fără un ordin special din partea regelui, pentru a putea apăra rapid granițele în caz de urgență. Marchizul era clasat sub nivelul ducelui (Duc), care în Evul Mediu își administra autonom ducatul ca principat. Titlul devenea valabil când marchizul era înregistrat la Parlement (care reprezenta o instanță superioară judecătoriilor). De asemenea, din punct de vedere militar el era supraveghetorul ordinii publice comandând o unitate numită Maréchaussée (jandarmerie) care era un fel de forță polițienească.
Deja când Hugo Capet (940–996) a devenit rege, titlul de marchiz era ereditar, ceea ce i-a diminuat semnificația. Se întâmpla ca un Seigneur (domn) să se autonumească marchiz și să nu-și înregistreze titlul la Parlement, proprietatea marchizului, care nu era neapărat o Marcă, era numită artificial „marchizat”. O altă consecință a acestei autointitulări arbitrare a fost contestarea ordinii rangurilor. Cât de „nobil” era un anumit marchiz sau conte nu mai era judecat doar după titlul său, ci și după cât de mare era teritoriul deținut de el și după lungimea perioadei de timp în care familia sa deținuse un titlu nobiliar. Sistemul a devenit mai complicat începând din secolul al XIII-lea deoarece marchizul, contele și ducele puteau fi în același timp și Pair al Franței, ceea ce îi putea plasa chiar deasupra unui duce „normal”.
Ludovic al XIV-lea (1638–1715) și Ludovic al XV-lea (1710–1774) și-au făcut un obicei din a-și ridica amantele la rangul de marchiză. Cea mai faimoasă dintre ele este marchiza de Pompadour .
Pe de altă parte, Ludovic al XIV-lea a încercat să stăpânească potopul de nobili neînregistrați. În 1663 și 1699, au fost adoptate legi care impuneau ca titlurile nobiliare să fie înregistrate sau să fie dovedite ca aparținând familiei de peste o sută de ani. În 1790, în cursul Revoluției Franceze (1789–1799), moștenirea titlurilor nobiliare a fost abolită prin decret.

Ranguri nobiliare franceze

Napoleon Bonaparte (1769-1821) a anulat legile Revoluției Franceze privind titlurile nobiliare și a stabilit prin lege ordinea rangurilor. El a stabilit că fiul unui duce, care era în același timp Pair al Franței, putea purta automat titlul de marchiz, în timp ce fiul unui marchiz, care era în același timp Pair al Franței, putea purta automat titlul de conte. Cu acordul lui Napoleon, titlul tatălui putea fi moștenit de fiu. Succesiunea rangurilor era cea determinată așa cum s-a descris mai sus, marchizul urma ducelui, iar contele urma marchizului.
În secolele al XVIII-lea și al XIX-lea, nobilii străini erau denumiți, în general, marchizi, deoarece franceza era limba de la curte. Acest obicei s-a impus ulterior în Austria și în Imperiul German. 
În ciuda acestei reglementări stabilite de Napoleon Bonaparte privind ierarhia nobiliară, în 1919 existau încă alte șapte titluri de marchizi recunoscute:
1. Titlul de marchiz dobândit prin primogenitură dacă familia marchizului purtase titlul până în 1789, acesta fiind moștenit pe linie masculină și în același timp familia era încă în posesia marchizatului care aparținea titlului;
2. Titlul de marchiz dovedit prin existența unei scrisori de brevet (brevet lettre) chiar dacă posesorul nu deținea teritorii;
3. Titlul de marchiz obținut printr-o scrisoare transferabilă de brevet;
4. Titlul străin autorizat pentru Franța printr-o scrisoare de brevet;
5. Titlul străin autorizat moștenit prin primogenitură, care nu trebuia autorizat din nou;
6. Titlul de marchiz primit  prin Honneurs de la Cour (onoarea curții), atunci titlul nu era de fapt ereditar, dar fusese totuși recunoscut. Pentru a beneficia de Honneurs de la Cour, trebuia demonstrat că familia slujise Curtea încă din secolul al XV-lea fără să fi primit vreodată un titlu nobiliar;
7. Titlul de marchiz purtat de fiii ducilor (menționați mai sus).[5]

### Italia
Evoluția titlului de margraf (Marchese) în Italia este complet diferită. Primele margrafiate au apărut ca și în Imperiul Franconian de Vest în secolul al IX-lea ca echivalente ale ducatelor lombarde: Friuli, Etruria, Spoleto (adăugat titlului de duce) și Marca de Ivrea, de unde au provenit ulterior cei mai mulți regi italieni: Berengar de Friuli, Guido de Spoleto, Berengar de Ivrea. Prin reforma regională a lui Berengar al II-lea, îndreptată împotriva sarazinilor, din Marca de Ivrea au rezultat prin împărțire alte margrafiate: Marca de Torino, Marca de Genova (a Liguriei Răsăritene) și Marca Liguriei Vestice. Marca de Verona, desprinsă aproape simultan, a fost baza împăratului romano-german la sud de Alpi.
În special în familiile Obertenghi și Aleramici, margrafi ai Liguriei Răsăritene și ai Liguriei Vestice, a devenit curând obișnuit ca fiecare membru de sex masculin al familiei să poarte titlul de margraf, iar partea acordată acestuia prin divizarea  moștenirii, devenea un nou margrafiat. Cele mai cunoscute linii ale familiei Obertenghi sunt: Este, Massa-Carrara, Parodi, Malaspina și Pallavicini, iar liniile familiei Aleramici sunt: Montferrat și Saluzzo.

### Spania și Portugalia
În Spania și Portugalia încă din secolele al XVIII-lea și al XIX-lea, titlul de marchiz (Marqués respectiv Marquês) devenise deja un titlu comun. În 2005 în Spania, pe lângă cele trei titluri princiare rezervate prinților moștenitori, existau 153 de titluri ducale, 1349 de titluri de marchizi și 923 de titluri de conți (Conde) și baroni (Baron).

### China
Titlul chinezesc Hou este de obicei echivalat cu titlul de margraf (marchiz) din sistemul occidental al rangurilor.